# Eugeniatunneln

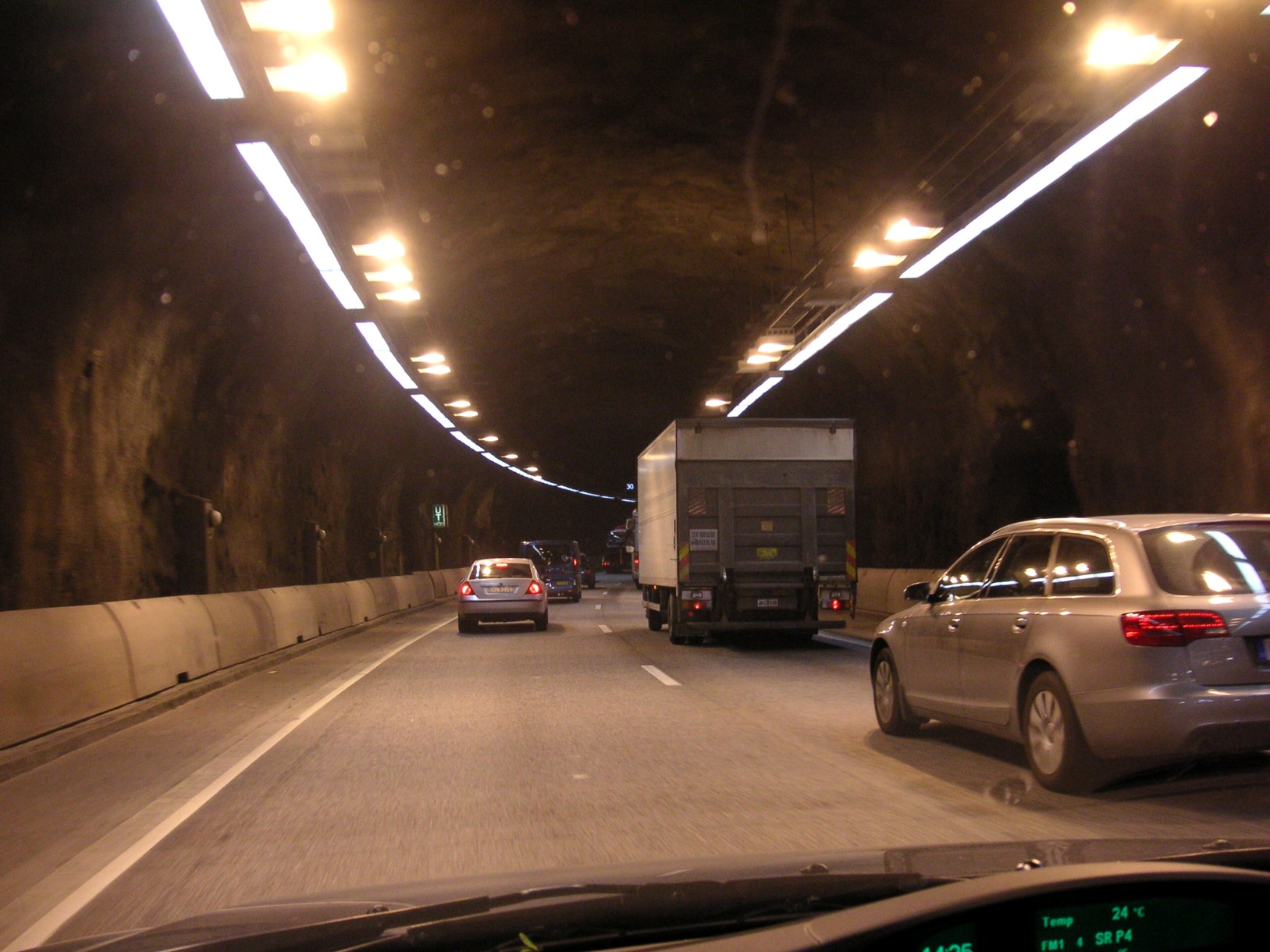
Eugeniatunneln, södergående tunnelrör i maj 2008.

Eugeniatunneln är en motorvägstunnel i Solna kommun strax norr om Norrtull i Stockholm. Tunneln öppnades för trafik 1991 och utgör en förbindelse mellan Essingeleden och Uppsalavägen, denna del av motorvägen kallas för Eugeniakopplet. Tunneln passerar det sydöstra hörnet av Karolinska Universitetssjukhusets område och fick sitt namn efter det närbelägna Eugeniahemmet, i sin tur uppkallat efter Prinsessan Eugénie.
Sedan Essingeleden öppnades för trafik 1966 hade denna saknat en förbindelse med E4 norr om Stockholm. Trafiken mellan motorvägarna leddes över Norra Stationsgatan. Detta ansågs mindre lyckat med hård trafik genom tätbebyggd stadsmiljö. Innan Eugeniatunneln invigdes var Norra Stationsgatan Stockholms hårdast trafikerade innerstadsgata.
Under flera år planerades en förbindelsemotorväg, det västra avsnittet av Norra Länken, som skulle länka ihop de båda motorvägarna. I slutet av 1980-talet påbörjades anläggningsarbetena och invigningen skedde den 28 mars 1991 (sydgående) samt i sin helhet den 1 oktober 1991. Sedan dess har tunneln utgjort en smidig, om än något kurvig, förbindelse mellan de båda motorvägarna. Motorvägen mot Uppsala och Essingeleden har i praktiken blivit en enda motorväg. Tunneln består av två separata tunnlar med två körfält i vardera riktningen. Den sydgående tunneln är 235 meter lång, och den norrgående något längre eftersom den går i en ytterkurva.